# 대한민국 형사소송법 제441조
대한민국 형사소송법 제441조는 비상상고이유에 대한 형사소송법의 조문이다.

## 조문
제441조(비상상고이유) 검찰총장은 판결이 확정한 후 그 사건의 심판이 법령에 위반한 것을 발견한 때에는 대법원에 비상상고를 할 수 있다.

## 참고 문헌
- 손동권 신이철, 새로운 형사소송법(초판, 2013), 세창, 2013. ISBN 9788984114081